# Покровська зона відпочинку
Покровська зона відпочинку — парк-пам'ятка садово-паркового мистецтва місцевого значення. Парк розташований в місті Покров Дніпропетровської області.
Площа — 290,0 га, створено у 1995 році.